# Muş (stad)
Muş (Koerdisch: Mûş, Armeens: Մուշ, Mush) is de hoofdstad (İlçe Merkezi) van het gelijknamige district en de provincie Muş in Turkije. De plaats telt 67.927 inwoners (2000).
Tot de verdrijving van de Armeniërs in 1915 was Muş een Armeense bisschoppelijke zetel. Rond het jaar 600 was de stad de hoofdstad van de Armeense provincie Taron. Tegenwoordig wordt de stad bevolkt door Turken en Koerden.

## Verkeer en vervoer

### Wegen
Muş ligt aan de nationale wegen D300 en D955.